# Монтанья (провінція Больцано)
Монтанья (італ. Montagna) — муніципалітет в Італії, у регіоні Трентіно-Альто-Адідже,  провінція Больцано.
Монтанья розташована на відстані близько 510 км на північ від Рима, 33 км на північний схід від Тренто, 19 км на південь від Больцано.
Населення — 1617 осіб (2014).

## Демографія
Населення за роками:

Станом на 1 січня 2023 року в муніципалітеті офіційно проживали 53 іноземці з 21 країни, серед них 36 громадян країн Євросоюзу.

## Сусідні муніципалітети
- Альдіно
- Капріана
- Енья
- Ора
- Салорно
- Термено-сулла-Страда-дель-Віно
- Тродена